# Birima Ngoné Latyr Fall
Pour les articles homonymes, voir Biram (homonymie) et Fall.
Birima Ngoné Latyr Fall – (Biram Ngóone Lattiir en wolof) est un damel du Cayor – le souverain d'un royaume pré-colonial situé à l'ouest de l'actuel Sénégal.

## Biographie
Succédant à son oncle Meïssa Tende Dior, il règne pendant quatre ans, de 1855 à 1859.
Le règne de ce damel est certes court mais il a laissé une empreinte dans le royaume et la société wolof en général.
Birima Ngoné a su vivifier le code des wolofs incarné par les ceddos de l'époque.
Le code est fondé sur le sens de l'honneur, le respect de sa parole et la bravoure est similaire à celui du Samouraï. Cet esprit noble s'interdit la lâcheté, le mensonge et la trahison, et Birima en a donné l'exemple.
Le Damel Birima Ngoné Latyr a la particularité d'avoir régné sur le cayor avant son père Macodou Coddou Coumba. Ce qui est bizarre car jamais dans le royaume cela ne s'était produit.
Il porte le nom de son grand-père paternel, le Damel Birima Fatma thioub qui a régné de 1809 à 1832.
Birima Fatma a épousé une princesse Gelwaar du Saloum (Saalum) nommée Coddou Coumba (Koddu Kumba) qui lui a donné le futur Damel Macodou Coddou Coumba (Makoddu Koddu Kumba) père de notre Birima Ngoné Latyr.
Sa mère est la Lingeer (princesse) Ngoone Latyr Fall, fille du Damel Meïssa Tende Dior (Meysa Tend Joor) qui a succédé Birima Fatma Thioub et régna de 1832 a 1855.
Après leur séparation, la princesse Ngoné Latyr épouse le très populaire Saaxewar Soxna Mbaye Diop. De cette union, naquit Damel Lat Dior Ngoné Latir Diop (Lat Joor Ngoone Latiir Joob), frère cadet de Birima Ngoné Latyr.
Birima Ngoné Latyr était un bon roi, aimé de tous ses sujets, a su gagner l'estime de son peuple qui, jusqu'à présent, au pays des wolofs, chante encore ses louanges.
"Birima ma ca benn baat ba
Bou wahee rene, ba laa waxaat dewen
(celui qui ne parlait qu'une fois l'an)", disent les griots.
Le chanteur Youssou N'Dour reprend une chanson populaire dans une de ses tubes "birima" : « Birima fu mu yendu kufa yendu, yendoo naan » (partout où il est, on y boit et on y mange à volonté).
De même que la cantatrice Ndeye Mbaye Djiinma Djiinma, dans son tube "Damel Fall".
Il était aimé de tous ses sujets, particulièrement la classe modeste des Badoolas, il était surnommé "Boroom Mbaaboor Mi" (L'homme qui apporte la joie).
Son père Macodou Coumba Yandé lui succède après seulement quatre ans de règne.